# Claude Wanquet
Claude Wanquet, né le 28 novembre 1937 à Rosendaël et mort le 2 février 2020 à Saint-Paul, est un historien français contemporain.

## Biographie
Il s'installe à La Réunion en 1963 en qualité de volontaire à l'aide technique (VAT). Dans un premier temps professeur agrégé d'histoire aux lycées Leconte de l'Île et Juliette Dodu (1963-1965), il intègre, à la suite de sa thèse de doctorat dirigée par Michel Vovelle, le centre universitaire de La Réunion (alors sous tutelle de l'université d'Aix-Marseille) en 1966. Sa thèse est consacrée à La Réunion à l'époque de la Révolution Française. En 1980, il est nommé professeur des universités au centre universitaire qui devient dès 1982 l'Université de La Réunion. Parmi ses différentes responsabilités et fonctions, il fut directeur de l’UFR Lettres (1978-1981), vice-président de l’Université (1979- 1982), délégué régional à la recherche et à la technologie (1982-1988) et directeur de l’Institut universitaire de formation des maîtres (1990-1996).
Spécialiste de La Réunion, il a surtout travaillé sur l'histoire locale, notamment sur les répercussions pour la colonie de la Révolution française ou sur l'esclavage à Bourbon. Longtemps enseignant à l'université de La Réunion, il a présidé l'Association historique internationale de l'océan Indien jusqu'en novembre 2009, date à laquelle Prosper Ève lui succède.
Le fonds Claude Wanquet a été déposé aux Archives départementales de La Réunion, où il a été inventorié et décrit en 2021.

## Œuvre
- Histoire d’une révolution. La Réunion (1789-1803), vol. 1 - 2 - 3, Marseille, Jeanne Laffitte, 1980-1984